# Сперфий
Сперфий, Сперхис (др.-греч. Σπερθίης) — спартанец, посетивший Персию в начале V века до н. э.

По свидетельству Геродота, Сперфий, сын Анериста, происходил из знатного и богатого спартанского рода. Когда персидский царь Дарий I направил своих послов в Грецию с требованиями предоставления ему «земли и воды», многие полисы подчинились этим требованиям. Однако в Спарте (как и в Афинах) люди Дария были казнены — возможно, около 491 года до н. э., при поддержке царя Клеомена I. После этого лакедемоняне, получая неблагоприятные знаки во время всех религиозных жертвоприношений, пришли к выводу, что оскорбили Талфибия — покровителя глашатаев и решили направить своих представителей для искупления их кровью вину умерщвления персидских послов. Добровольцами вызвались быть Сперфий и Булис. В историографии существуют различные точки зрения о дате их путешествия. По замечанию Р. Сили, которое разделил Э. В. Рунг, лакедемоняне отправились, скорее всего, до 480 года до н. э., так как у спартанцев причин добиваться дружбы с персами были больше до поражения Ксеркса в Элладе. Не исключено, что эти события могли быть связаны со смертью Клеомена и действиями сторонников ранее изгнанного Демарата. Согласно Геродоту, в Азии Сперфий и Булис сначала попали к Гидарну (возможно, речь идёт о Гидарне Старшем), который предложил им перейти на сторону персидского царя и стать его наместниками в Греции. Плутарх же говорит о том, что спартанцам предлагалось стать «друзьями царя». В Сузах Сперфий и Булис отказались исполнить ритуал преклонения, так как «не в обычае у них падать ниц и поклоняться человеку». Сам же Ксеркс великодушно отпустил лакедемонян назад, сказав, что персы не нарушают священные для всех народов законы о безопасности послов.
Сыном Сперфия был Анерист, который, направляясь в 430 году до н. э. вместе с Николаем, сыном Булиса, к Артаксерксу I с просьбой о предоставлении военной и финансовой помощи против афинян, был схвачен приближённым одрисского царя Ситалка Нимфодором, после чего доставлен в Аттику и казнён. На примере разности судеб отцов и детей И. Е. Суриков подчеркнул, что греческие государства подчас превосходили Персию жестокостью.